# Emerson Norton
Emerson Carlysle Norton (* 16. November 1900 in Kansas City, Kansas; † 10. März 1986 in Seminole, Florida) war ein US-amerikanischer Leichtathlet, der sich auf den Zehnkampf spezialisiert hatte, aber auch Wettkämpfe im Hochsprung bestritt. Der 1,84 m große und 79 Kilogramm schwere Athlet startete für die Georgetown Hoyas in Washington, D.C.

## Nationale Erfolge
Norton war besonders in der Halle erfolgreich, wo er 1925 und 1926 jeweils die Hochschulmeisterschaft (IC4A) im Hochsprung gewann. Bei den Landesmeisterschaften in der Halle wurde er 1928 im Hochsprung Dritter. An den Meisterschaften im Zehnkampf beteiligte er sich nur 1923; er kam auf Platz drei. Im gleichen Jahr startete er bei den Penn Relays in Philadelphia im Hochsprung, den er mit 1,91 m für sich entschied.

## Internationale Erfolge
Im Jahr 1924 wurde Norton als Zweiter der Olympiaausscheidungen zusammen mit Harold Osborn und Harry Frieda zu den Spielen nach Paris entsandt. Osborn holte sich mit 7710,775 Punkten überlegen die Goldmedaille. Norton kam auf 7350,895 Punkte und sicherte sich die Silbermedaille knapp vor dem Esten Aleksander Klumberg, der mit 7329,360 Punkten Bronze gewann. Seine Leistungen: 100 m 11,6 s, Weitsprung 6,92 m, Kugelstoßen 13,04 m, Hochsprung 1,92 m (persönliche Bestleistung und Platz 8 auf der Weltbestenliste), 400 m 53,0 s, 110 m Hürden 16,6 s, Diskuswurf 33,11 m, Stabhochsprung 3,80 m, Speerwurf 42,09 m und 1500 m 5:38,0 min.

## Beruf
Norton war Absolvent der Universitäten Kansas und Georgetown. Nach Beendigung seiner sportlichen Karriere arbeitete er als Jurist für das Air Defense Command und das Verteidigungsministerium.